# Гирино (Белопольский район)
Гирино (укр. Гиріне) — село,
Гуриновский сельский совет,
Белопольский район,
Сумская область,
Украина.
Код КОАТУУ — 5920683004. Население по переписи 2001 года составляло 58 человек .

## Географическое положение
Село Гирино находится на расстоянии в 3 км от реки Крыга, недалеко от места впадения её в реку Вир.
На расстоянии до 2-х км расположены город Белополье, Новоивановка и Соханы.
По селу протекает пересыхающий ручей с запрудой.
К селу примыкает большой садовый массив.
Рядом проходит железная дорога, ближайшие станции Платформа 304 км и Платформа 308 км.
В 1,5 км проходит автомобильная дорога Т-1918.